# Boucles de la Mayenne 2022
La 47.ª edición de la competición ciclista Boucles de la Mayenne fue una carrera de ciclismo en ruta por etapas que se celebró entre el 26 y el 29 de mayo de 2022 en Francia con inicio en la ciudad de Saint-Pierre-des-Landes y final en la ciudad de Laval, sobre una distancia total de 719 kilómetros.
La carrera formó parte del del UCI ProSeries 2022, calendario ciclístico mundial de segunda división, dentro de la categoría UCI 2.Pro y fue ganada por el francés Benjamin Thomas del Cofidis. Completaron el podio, como segundo y tercer clasificado respectivamente, el también francés Benoît Cosnefroy del AG2R Citroën y el español Alex Aranburu del Movistar.

## Equipos participantes
Tomaron parte en la carrera 22 equipos: 5 de categoría UCI WorldTeam invitados por la organización, 12 de categoría UCI ProTeam y 5 de categoría Continental. Formaron así un pelotón de 129 ciclistas de los que acabaron 108. Los equipos participantes fueron:
| WorldTeams (5)- AG2R Citroën Team - Cofidis - Groupama-FDJ - Movistar Team - UAE Team Emirates ProTeams (12)- Arkéa-Samsic - B&B Hotels-KTM - Bingoal Pauwels Sauces WB - Burgos-BH - Caja Rural-Seguros RGA - Drone Hopper-Androni Giocattoli - Euskaltel-Euskadi - Equipo Kern Pharma - Human Powered Health - Sport Vlaanderen-Baloise - TotalEnergies - Uno-X Pro Cycling Team Equipos continentales (5)- Go Sport-Roubaix Lille Métropole - UC Nantes Atlantique - Nice Métropole Côte d'Azur - Lotto-Kern Haus - Saint Michel-Auber 93 |
| |

## Recorrido
La Boucles de la Mayenne dispuso de cinco etapas dividido en cuatro etapas escarpadas, para un recorrido total de 719 kilómetros.
| Etapa     | Fecha     | Recorrido                                     | type            | Distancia (km) | Desnivel (m) | Ganador               | Líder           |
| --------- | --------- | --------------------------------------------- | --------------- | -------------- | ------------ | --------------------- | --------------- |
| 1.ª etapa | 26 de may | Saint-Pierre-des-Landes – Andouillé           | etapa escarpada | 180            | 1921 m       | Jason Tesson          | Jason Tesson    |
| 2.ª etapa | 27 de may | Jublains – Pré-en-Pail-Saint-Samson           | etapa escarpada | 171            | 2392 m       | Benjamin Thomas       | Benjamin Thomas |
| 3.ª etapa | 28 de may | Saint-Berthevin – Château-Gontier-sur-Mayenne | etapa escarpada | 188            | 1758 m       | Amaury Capiot         | Benjamin Thomas |
| 4.ª etapa | 29 de may | Martigné-sur-Mayenne – Laval                  | etapa escarpada | 180            | 1918 m       | Juan Sebastián Molano | Benjamin Thomas |

## Desarrollo de la carrera

### 1.ª etapa
| Saint-Pierre-des-Landes - Andouillé | etapa escarpada | (180 km) |

| \| Clasificación de la etapa \| Clasificación de la etapa \| Clasificación de la etapa \| Clasificación de la etapa \| Clasificación de la etapa \| \| Ciclista \| Ciclista \| Equipo \| Tiempo \| \| \| ------------------------- \| ------------------------- \| -------------------------------- \| ------------------------- \| ------------------------- \| \| 1.º \| Jason Tesson \| Saint Michel-Auber 93 \| 4 h 12 min 05 s \| \| \| 2.º \| Bram Welten \| Groupama-FDJ \| + 0 s \| \| \| 3.º \| Thomas Boudat \| Go Sport-Roubaix Lille Métropole \| + 0 s \| \| \| 4.º \| Jérémy Lecroq \| B&B Hotels-KTM \| + 0 s \| \| \| 5.º \| Anthony Turgis \| TotalEnergies \| + 0 s \| \| \| 6.º \| Julien Simon \| TotalEnergies \| + 0 s \| \| \| 7.º \| Alex Aranburu \| Movistar Team \| + 0 s \| \| \| 8.º \| Orluis Aular \| Caja Rural-Seguros RGA \| + 0 s \| \| \| 9.º \| Lorrenzo Manzin \| TotalEnergies \| + 0 s \| \| \| 10.º \| Amaury Capiot \| Arkéa-Samsic \| + 0 s \| \| |                 |                                  |                 |
| |                 |                                  |                 |
| Fuente: ProCyclingStats |                 |                                  |                 |
| Clasificación de la etapa |                 |                                  |                 |
| Ciclista | Ciclista        | Equipo                           | Tiempo          |
| 1.º | Jason Tesson    | Saint Michel-Auber 93            | 4 h 12 min 05 s |
| 2.º | Bram Welten     | Groupama-FDJ                     | + 0 s           |
| 3.º | Thomas Boudat   | Go Sport-Roubaix Lille Métropole | + 0 s           |
| 4.º | Jérémy Lecroq   | B&B Hotels-KTM                   | + 0 s           |
| 5.º | Anthony Turgis  | TotalEnergies                    | + 0 s           |
| 6.º | Julien Simon    | TotalEnergies                    | + 0 s           |
| 7.º | Alex Aranburu   | Movistar Team                    | + 0 s           |
| 8.º | Orluis Aular    | Caja Rural-Seguros RGA           | + 0 s           |
| 9.º | Lorrenzo Manzin | TotalEnergies                    | + 0 s           |
| 10.º | Amaury Capiot   | Arkéa-Samsic                     | + 0 s           |

| \| Clasificación general \| Clasificación general \| Clasificación general \| Clasificación general \| Clasificación general \| \| Ciclista \| Ciclista \| Equipo \| Tiempo \| \| \| --------------------- \| --------------------- \| -------------------------------- \| --------------------- \| --------------------- \| \| 1.º \| Jason Tesson \| Saint Michel-Auber 93 \| 4 h 11 min 55 s \| \| \| 2.º \| Bram Welten \| Groupama-FDJ \| + 4 s \| \| \| 3.º \| Lindsay De Vylder \| Sport Vlaanderen-Baloise \| + 4 s \| \| \| 4.º \| Thomas Boudat \| Go Sport-Roubaix Lille Métropole \| + 6 s \| \| \| 5.º \| Ángel Madrazo \| Burgos-BH \| + 6 s \| \| \| 6.º \| Joey Rosskopf \| Human Powered Health \| + 8 s \| \| \| 7.º \| Jérémy Lecroq \| B&B Hotels-KTM \| + 10 s \| \| \| 8.º \| Anthony Turgis \| TotalEnergies \| + 10 s \| \| \| 9.º \| Julien Simon \| TotalEnergies \| + 10 s \| \| \| 10.º \| Alex Aranburu \| Movistar Team \| + 10 s \| \| |                   |                                  |                 |
| |                   |                                  |                 |
| Fuente: ProCyclingStats |                   |                                  |                 |
| Clasificación general |                   |                                  |                 |
| Ciclista | Ciclista          | Equipo                           | Tiempo          |
| 1.º | Jason Tesson      | Saint Michel-Auber 93            | 4 h 11 min 55 s |
| 2.º | Bram Welten       | Groupama-FDJ                     | + 4 s           |
| 3.º | Lindsay De Vylder | Sport Vlaanderen-Baloise         | + 4 s           |
| 4.º | Thomas Boudat     | Go Sport-Roubaix Lille Métropole | + 6 s           |
| 5.º | Ángel Madrazo     | Burgos-BH                        | + 6 s           |
| 6.º | Joey Rosskopf     | Human Powered Health             | + 8 s           |
| 7.º | Jérémy Lecroq     | B&B Hotels-KTM                   | + 10 s          |
| 8.º | Anthony Turgis    | TotalEnergies                    | + 10 s          |
| 9.º | Julien Simon      | TotalEnergies                    | + 10 s          |
| 10.º | Alex Aranburu     | Movistar Team                    | + 10 s          |

### 2.ª etapa
| Jublains - Pré-en-Pail-Saint-Samson | etapa escarpada | (171 km) |

| \| Clasificación de la etapa \| Clasificación de la etapa \| Clasificación de la etapa \| Clasificación de la etapa \| Clasificación de la etapa \| \| Ciclista \| Ciclista \| Equipo \| Tiempo \| \| \| ------------------------- \| ------------------------- \| ------------------------- \| ------------------------- \| ------------------------- \| \| 1.º \| Benjamin Thomas \| Cofidis \| 4 h 11 min 30 s \| \| \| 2.º \| Benoît Cosnefroy \| AG2R Citroën Team \| + 0 s \| \| \| 3.º \| Alex Aranburu \| Movistar Team \| + 0 s \| \| \| 4.º \| Finn Fisher-Black \| UAE Team Emirates \| + 0 s \| \| \| 5.º \| Julien Simon \| TotalEnergies \| + 0 s \| \| \| 6.º \| Marco Tizza \| Bingoal Pauwels Sauces WB \| + 0 s \| \| \| 7.º \| Romain Hardy \| Arkéa-Samsic \| + 4 s \| \| \| 8.º \| Jake Stewart \| Groupama-FDJ \| + 4 s \| \| \| 9.º \| Idar Andersen \| Uno-X Pro Cycling Team \| + 6 s \| \| \| 10.º \| Thibault Ferasse \| B&B Hotels-KTM \| + 13 s \| \| |                   |                           |                 |
| |                   |                           |                 |
| Fuente: ProCyclingStats |                   |                           |                 |
| Clasificación de la etapa |                   |                           |                 |
| Ciclista | Ciclista          | Equipo                    | Tiempo          |
| 1.º | Benjamin Thomas   | Cofidis                   | 4 h 11 min 30 s |
| 2.º | Benoît Cosnefroy  | AG2R Citroën Team         | + 0 s           |
| 3.º | Alex Aranburu     | Movistar Team             | + 0 s           |
| 4.º | Finn Fisher-Black | UAE Team Emirates         | + 0 s           |
| 5.º | Julien Simon      | TotalEnergies             | + 0 s           |
| 6.º | Marco Tizza       | Bingoal Pauwels Sauces WB | + 0 s           |
| 7.º | Romain Hardy      | Arkéa-Samsic              | + 4 s           |
| 8.º | Jake Stewart      | Groupama-FDJ              | + 4 s           |
| 9.º | Idar Andersen     | Uno-X Pro Cycling Team    | + 6 s           |
| 10.º | Thibault Ferasse  | B&B Hotels-KTM            | + 13 s          |

| \| Clasificación general \| Clasificación general \| Clasificación general \| Clasificación general \| Clasificación general \| \| Ciclista \| Ciclista \| Equipo \| Tiempo \| \| \| --------------------- \| --------------------- \| ------------------------- \| --------------------- \| --------------------- \| \| 1.º \| Benjamin Thomas \| Cofidis \| 8 h 23 min 25 s \| \| \| 2.º \| Benoît Cosnefroy \| AG2R Citroën Team \| + 4 s \| \| \| 3.º \| Alex Aranburu \| Movistar Team \| + 6 s \| \| \| 4.º \| Julien Simon \| TotalEnergies \| + 10 s \| \| \| 5.º \| Finn Fisher-Black \| UAE Team Emirates \| + 10 s \| \| \| 6.º \| Marco Tizza \| Bingoal Pauwels Sauces WB \| + 10 s \| \| \| 7.º \| Jake Stewart \| Groupama-FDJ \| + 14 s \| \| \| 8.º \| Romain Hardy \| Arkéa-Samsic \| + 14 s \| \| \| 9.º \| Idar Andersen \| Uno-X Pro Cycling Team \| + 16 s \| \| \| 10.º \| Anthony Turgis \| TotalEnergies \| + 23 s \| \| |                   |                           |                 |
| |                   |                           |                 |
| Fuente: ProCyclingStats |                   |                           |                 |
| Clasificación general |                   |                           |                 |
| Ciclista | Ciclista          | Equipo                    | Tiempo          |
| 1.º | Benjamin Thomas   | Cofidis                   | 8 h 23 min 25 s |
| 2.º | Benoît Cosnefroy  | AG2R Citroën Team         | + 4 s           |
| 3.º | Alex Aranburu     | Movistar Team             | + 6 s           |
| 4.º | Julien Simon      | TotalEnergies             | + 10 s          |
| 5.º | Finn Fisher-Black | UAE Team Emirates         | + 10 s          |
| 6.º | Marco Tizza       | Bingoal Pauwels Sauces WB | + 10 s          |
| 7.º | Jake Stewart      | Groupama-FDJ              | + 14 s          |
| 8.º | Romain Hardy      | Arkéa-Samsic              | + 14 s          |
| 9.º | Idar Andersen     | Uno-X Pro Cycling Team    | + 16 s          |
| 10.º | Anthony Turgis    | TotalEnergies             | + 23 s          |

### 3.ª etapa
| Saint-Berthevin - Château-Gontier-sur-Mayenne | etapa escarpada | (188 km) |

| \| Clasificación de la etapa \| Clasificación de la etapa \| Clasificación de la etapa \| Clasificación de la etapa \| Clasificación de la etapa \| \| Ciclista \| Ciclista \| Equipo \| Tiempo \| \| \| ------------------------- \| ------------------------- \| -------------------------------- \| ------------------------- \| ------------------------- \| \| 1.º \| Amaury Capiot \| Arkéa-Samsic \| 4 h 06 min 48 s \| \| \| 2.º \| Kristoffer Halvorsen \| Uno-X Pro Cycling Team \| + 0 s \| \| \| 3.º \| Juanjo Lobato \| Euskaltel-Euskadi \| + 0 s \| \| \| 4.º \| Orluis Aular \| Caja Rural-Seguros RGA \| + 0 s \| \| \| 5.º \| Emmanuel Morin \| Team U Nantes Atlantique \| + 0 s \| \| \| 6.º \| Bram Welten \| Groupama-FDJ \| + 0 s \| \| \| 7.º \| Antonio Angulo \| Euskaltel-Euskadi \| + 0 s \| \| \| 8.º \| Jason Tesson \| Saint Michel-Auber 93 \| + 0 s \| \| \| 9.º \| Juan Sebastián Molano \| UAE Team Emirates \| + 0 s \| \| \| 10.º \| Thomas Boudat \| Go Sport-Roubaix Lille Métropole \| + 0 s \| \| |                       |                                  |                 |
| |                       |                                  |                 |
| Fuente: ProCyclingStats |                       |                                  |                 |
| Clasificación de la etapa |                       |                                  |                 |
| Ciclista | Ciclista              | Equipo                           | Tiempo          |
| 1.º | Amaury Capiot         | Arkéa-Samsic                     | 4 h 06 min 48 s |
| 2.º | Kristoffer Halvorsen  | Uno-X Pro Cycling Team           | + 0 s           |
| 3.º | Juanjo Lobato         | Euskaltel-Euskadi                | + 0 s           |
| 4.º | Orluis Aular          | Caja Rural-Seguros RGA           | + 0 s           |
| 5.º | Emmanuel Morin        | Team U Nantes Atlantique         | + 0 s           |
| 6.º | Bram Welten           | Groupama-FDJ                     | + 0 s           |
| 7.º | Antonio Angulo        | Euskaltel-Euskadi                | + 0 s           |
| 8.º | Jason Tesson          | Saint Michel-Auber 93            | + 0 s           |
| 9.º | Juan Sebastián Molano | UAE Team Emirates                | + 0 s           |
| 10.º | Thomas Boudat         | Go Sport-Roubaix Lille Métropole | + 0 s           |

| \| Clasificación general \| Clasificación general \| Clasificación general \| Clasificación general \| Clasificación general \| \| Ciclista \| Ciclista \| Equipo \| Tiempo \| \| \| --------------------- \| --------------------- \| ------------------------- \| --------------------- \| --------------------- \| \| 1.º \| Benjamin Thomas \| Cofidis \| 12 h 30 min 13 s \| \| \| 2.º \| Benoît Cosnefroy \| AG2R Citroën Team \| + 3 s \| \| \| 3.º \| Alex Aranburu \| Movistar Team \| + 6 s \| \| \| 4.º \| Julien Simon \| TotalEnergies \| + 10 s \| \| \| 5.º \| Marco Tizza \| Bingoal Pauwels Sauces WB \| + 10 s \| \| \| 6.º \| Finn Fisher-Black \| UAE Team Emirates \| + 10 s \| \| \| 7.º \| Jake Stewart \| Groupama-FDJ \| + 12 s \| \| \| 8.º \| Romain Hardy \| Arkéa-Samsic \| + 14 s \| \| \| 9.º \| Idar Andersen \| Uno-X Pro Cycling Team \| + 16 s \| \| \| 10.º \| Anthony Turgis \| TotalEnergies \| + 20 s \| \| |                   |                           |                  |
| |                   |                           |                  |
| Fuente: ProCyclingStats |                   |                           |                  |
| Clasificación general |                   |                           |                  |
| Ciclista | Ciclista          | Equipo                    | Tiempo           |
| 1.º | Benjamin Thomas   | Cofidis                   | 12 h 30 min 13 s |
| 2.º | Benoît Cosnefroy  | AG2R Citroën Team         | + 3 s            |
| 3.º | Alex Aranburu     | Movistar Team             | + 6 s            |
| 4.º | Julien Simon      | TotalEnergies             | + 10 s           |
| 5.º | Marco Tizza       | Bingoal Pauwels Sauces WB | + 10 s           |
| 6.º | Finn Fisher-Black | UAE Team Emirates         | + 10 s           |
| 7.º | Jake Stewart      | Groupama-FDJ              | + 12 s           |
| 8.º | Romain Hardy      | Arkéa-Samsic              | + 14 s           |
| 9.º | Idar Andersen     | Uno-X Pro Cycling Team    | + 16 s           |
| 10.º | Anthony Turgis    | TotalEnergies             | + 20 s           |

### 4.ª etapa
| Martigné-sur-Mayenne - Laval | etapa escarpada | (180 km) |

| \| Clasificación de la etapa \| Clasificación de la etapa \| Clasificación de la etapa \| Clasificación de la etapa \| Clasificación de la etapa \| \| Ciclista \| Ciclista \| Equipo \| Tiempo \| \| \| ------------------------- \| ------------------------- \| ------------------------- \| ------------------------- \| ------------------------- \| \| 1.º \| Juan Sebastián Molano \| UAE Team Emirates \| 4 h 10 min 09 s \| \| \| 2.º \| Orluis Aular \| Caja Rural-Seguros RGA \| + 0 s \| \| \| 3.º \| Bryan Coquard \| Cofidis \| + 0 s \| \| \| 4.º \| Jérémy Lecroq \| B&B Hotels-KTM \| + 0 s \| \| \| 5.º \| Lorrenzo Manzin \| TotalEnergies \| + 0 s \| \| \| 6.º \| Amaury Capiot \| Arkéa-Samsic \| + 0 s \| \| \| 7.º \| Bram Welten \| Groupama-FDJ \| + 0 s \| \| \| 8.º \| Julien Simon \| TotalEnergies \| + 0 s \| \| \| 9.º \| Stanisław Aniołkowski \| Bingoal Pauwels Sauces WB \| + 0 s \| \| \| 10.º \| Edvald Boasson Hagen \| TotalEnergies \| + 0 s \| \| |                       |                           |                 |
| |                       |                           |                 |
| Fuente: ProCyclingStats |                       |                           |                 |
| Clasificación de la etapa |                       |                           |                 |
| Ciclista | Ciclista              | Equipo                    | Tiempo          |
| 1.º | Juan Sebastián Molano | UAE Team Emirates         | 4 h 10 min 09 s |
| 2.º | Orluis Aular          | Caja Rural-Seguros RGA    | + 0 s           |
| 3.º | Bryan Coquard         | Cofidis                   | + 0 s           |
| 4.º | Jérémy Lecroq         | B&B Hotels-KTM            | + 0 s           |
| 5.º | Lorrenzo Manzin       | TotalEnergies             | + 0 s           |
| 6.º | Amaury Capiot         | Arkéa-Samsic              | + 0 s           |
| 7.º | Bram Welten           | Groupama-FDJ              | + 0 s           |
| 8.º | Julien Simon          | TotalEnergies             | + 0 s           |
| 9.º | Stanisław Aniołkowski | Bingoal Pauwels Sauces WB | + 0 s           |
| 10.º | Edvald Boasson Hagen  | TotalEnergies             | + 0 s           |

## Clasificaciones finales
- Las clasificaciones finalizaron de la siguiente forma:[4]

### Clasificación general
| \| Clasificación general \| Clasificación general \| Clasificación general \| Clasificación general \| Clasificación general \| \| Ciclista \| Ciclista \| Equipo \| Tiempo \| \| \| --------------------- \| --------------------- \| ------------------------- \| --------------------- \| --------------------- \| \| 1.º \| Benjamin Thomas \| Cofidis \| 16 h 40 min 22 s \| \| \| 2.º \| Benoît Cosnefroy \| AG2R Citroën Team \| + 3 s \| \| \| 3.º \| Alex Aranburu \| Movistar Team \| + 6 s \| \| \| 4.º \| Julien Simon \| TotalEnergies \| + 10 s \| \| \| 5.º \| Marco Tizza \| Bingoal Pauwels Sauces WB \| + 10 s \| \| \| 6.º \| Jake Stewart \| Groupama-FDJ \| + 12 s \| \| \| 7.º \| Romain Hardy \| Arkéa-Samsic \| + 14 s \| \| \| 8.º \| Idar Andersen \| Uno-X Pro Cycling Team \| + 16 s \| \| \| 9.º \| Louis Barré \| Team U Nantes Atlantique \| + 19 s \| \| \| 10.º \| Anthony Turgis \| TotalEnergies \| + 20 s \| \| |                  |                           |                  |
| |                  |                           |                  |
| Fuentes: ProCyclingStats Cycling Quotient Cycling Archives |                  |                           |                  |
| Clasificación general |                  |                           |                  |
| Ciclista | Ciclista         | Equipo                    | Tiempo           |
| 1.º | Benjamin Thomas  | Cofidis                   | 16 h 40 min 22 s |
| 2.º | Benoît Cosnefroy | AG2R Citroën Team         | + 3 s            |
| 3.º | Alex Aranburu    | Movistar Team             | + 6 s            |
| 4.º | Julien Simon     | TotalEnergies             | + 10 s           |
| 5.º | Marco Tizza      | Bingoal Pauwels Sauces WB | + 10 s           |
| 6.º | Jake Stewart     | Groupama-FDJ              | + 12 s           |
| 7.º | Romain Hardy     | Arkéa-Samsic              | + 14 s           |
| 8.º | Idar Andersen    | Uno-X Pro Cycling Team    | + 16 s           |
| 9.º | Louis Barré      | Team U Nantes Atlantique  | + 19 s           |
| 10.º | Anthony Turgis   | TotalEnergies             | + 20 s           |

### Clasificación de la montaña
| Clasificación de la montaña | Clasificación de la montaña | Clasificación de la montaña | Clasificación de la montaña | Clasificación de la montaña |
| Ciclista                    | Ciclista                    | Equipo                      | Puntos                      |                             |
| --------------------------- | --------------------------- | --------------------------- | --------------------------- | --------------------------- |
| 1.º                         | Gilles De Wilde             | Sport Vlaanderen-Baloise    | 74 pts                      |                             |
| 2.º                         | Paul Hennequin              | Nice Métropole Côte d'Azur  | 46 pts                      |                             |
| 3.º                         | Lindsay De Vylder           | Sport Vlaanderen-Baloise    | 19 pts                      |                             |
| 4.º                         | Joey Rosskopf               | Human Powered Health        | 18 pts                      |                             |
| 5.º                         | Damien Touzé                | AG2R Citroën Team           | 14 pts                      |                             |
| 6.º                         | Louis Barré                 | Team U Nantes Atlantique    | 10 pts                      |                             |
| 7.º                         | Romain Cardis               | Saint Michel-Auber 93       | 10 pts                      |                             |
| 8.º                         | Dimitri Peyskens            | Bingoal Pauwels Sauces WB   | 8 pts                       |                             |
| 9.º                         | Greg Van Avermaet           | AG2R Citroën Team           | 6 pts                       |                             |
| 10.º                        | Mathieu Burgaudeau          | TotalEnergies               | 6 pts                       |                             |

### Clasificación de los puntos
| Clasificación por puntos | Clasificación por puntos | Clasificación por puntos         | Clasificación por puntos | Clasificación por puntos |
| Ciclista                 | Ciclista                 | Equipo                           | Puntos                   |                          |
| ------------------------ | ------------------------ | -------------------------------- | ------------------------ | ------------------------ |
| 1.º                      | Orluis Aular             | Caja Rural-Seguros RGA           | 42 pts                   |                          |
| 2.º                      | Amaury Capiot            | Arkéa-Samsic                     | 41 pts                   |                          |
| 3.º                      | Bram Welten              | Groupama-FDJ                     | 39 pts                   |                          |
| 4.º                      | Jason Tesson             | Saint Michel-Auber 93            | 33 pts                   |                          |
| 5.º                      | Juan Sebastián Molano    | UAE Team Emirates                | 32 pts                   |                          |
| 6.º                      | Julien Simon             | TotalEnergies                    | 32 pts                   |                          |
| 7.º                      | Alex Aranburu            | Movistar Team                    | 31 pts                   |                          |
| 8.º                      | Jérémy Lecroq            | B&B Hotels-KTM                   | 28 pts                   |                          |
| 9.º                      | Thomas Boudat            | Go Sport-Roubaix Lille Métropole | 27 pts                   |                          |
| 10.º                     | Benjamin Thomas          | Cofidis                          | 25 pts                   |                          |

### Clasificación por equipos
| Clasificación por equipos | Clasificación por equipos | Clasificación por equipos | Clasificación por equipos |
| Equipo                    | Equipo                    | Tiempo                    |                           |
| ------------------------- | ------------------------- | ------------------------- | ------------------------- |
| 1.º                       | TotalEnergies             | 50 h 02 min 02 s          |                           |
| 2.º                       | Groupama-FDJ              | + 4 s                     |                           |
| 3.º                       | AG2R Citroën Team         | + 30 s                    |                           |
| 4.º                       | Cofidis                   | + 46 s                    |                           |
| 5.º                       | Arkéa-Samsic              | + 58 s                    |                           |

## Evolución de las clasificaciones
| Etapa                   |                         | Ganador _             | Clasificación general | Puntos          | Montaña           | Jóvenes           | Equipo _      |
| ----------------------- | ----------------------- | --------------------- | --------------------- | --------------- | ----------------- | ----------------- | ------------- |
| 1.ª etapa               | etapa escarpada         | Jason Tesson          | Jason Tesson          | Jason Tesson    | Lindsay De Vylder | Jason Tesson      | TotalEnergies |
| 2.ª etapa               | etapa escarpada         | Benjamin Thomas       | Benjamin Thomas       | Benjamin Thomas | Gilles De Wilde   | Finn Fisher-Black | TotalEnergies |
| 3.ª etapa               | etapa escarpada         | Amaury Capiot         | Benjamin Thomas       | Jason Tesson    | Gilles De Wilde   | Finn Fisher-Black | TotalEnergies |
| 4.ª etapa               | etapa escarpada         | Juan Sebastián Molano | Benjamin Thomas       | Orluis Aular    | Gilles De Wilde   | Jake Stewart      | TotalEnergies |
| Clasificaciones finales | Clasificaciones finales |                       | Benjamin Thomas       | Orluis Aular    | Gilles De Wilde   | Jake Stewart      | TotalEnergies |

## UCI World Ranking
La Boucles de la Mayenne otorgó puntos para el UCI World Ranking para corredores de los equipos en las categorías UCI WorldTeam, UCI ProTeam y Continental. Las siguientes tablas son el baremo de puntuación y los diez corredores que obtuvieron más puntos:
| Posición              | 1.º | 2.º | 3.º | 4.º | 5.º | 6.º | 7.º | 8.º | 9.º | 10.º | 11.º | 12.º | 13.º | 14.º | 15.º | 16.º-30.º | 31.º-40.º |
| Clasificación general | 200 | 150 | 125 | 100 | 85  | 70  | 60  | 50  | 40  | 35   | 30   | 25   | 20   | 15   | 10   | 5         | 3         |
| Por etapa             | 20  | 10  | 5   |     |     |     |     |     |     |      |      |      |      |      |      |           |           |
| Líder                 | 5   |     |     |     |     |     |     |     |     |      |      |      |      |      |      |           |           |

| Clasificación |                  |                           |         |       |       |       |
| Posición      | Ciclista         | Equipo                    | General | Etapa | Líder | Total |
| ------------- | ---------------- | ------------------------- | ------- | ----- | ----- | ----- |
| 1.º           | Benjamin Thomas  | Cofidis                   | 200     | 20    | 10    | 230   |
| 2.º           | Benoît Cosnefroy | AG2R Citroën              | 150     | 10    | -     | 160   |
| 3.º           | Alex Aranburu    | Movistar                  | 125     | 5     | -     | 130   |
| 4.º           | Julien Simon     | TotalEnergies             | 100     | -     | -     | 100   |
| 5.º           | Marco Tizza      | Bingoal Pauwels Sauces WB | 85      | -     | -     | 85    |
| 6.º           | Jake Stewart     | Groupama-FDJ              | 70      | -     | -     | 70    |
| 7.º           | Romain Hardy     | Arkéa Samsic              | 60      | -     | -     | 60    |
| 8.º           | Idar Andersen    | Uno-X                     | 50      | -     | -     | 50    |
| 9.º           | Louis Barré      | U Nantes Atlantique       | 40      | -     | -     | 40    |
| 10.º          | Anthony Turgis   | TotalEnergies             | 35      | -     | -     | 35    |